# Tomaskyrkan, Västerås
Tomaskyrkan är en kyrkobyggnad i Västerås. Den är församlingskyrka i Västerås Badelunda församling, Västerås stift.
Kyrkan byggdes i början av 1970-talet i utkanten av Skiljebo. Ett av dess kännetecken är en klosterlik slutenhet där kyrkan omges av två låga, vinklade flyglar med församlingslokaler. Den räknas som en av arkitekt Nils Teschs främsta verk och det var också hans största kyrkouppdrag. Som viktig utgångspunkt fungerade den femdelade altarmålningen Frid på jorden av Carl Kylberg från omkring år 1940. Kyrkan är namngiven efter aposteln Tomas.

## Historik
Under 1920-talet började många Västeråsare köpa och bebygga billiga tomter i dåvarande Badelunda socken. 1946 inkorporerades socknen i Västerås stad och området blev en ny stadsdel med namnet Skiljebo. Området tillhörde fortfarande Badelunda församling men till den medeltida Badelunda kyrka var det långt. Därför påbörjade man planer på att bygga en ny stadsdelskyrka närmare invånarna.
1965 köpte församlingen en tomt i stadsdelens nordvästra del för att uppföra en ny stadsdelskyrka, och till arkitekt valde de Nils Tesch. På grund av finansieringssvårigheter och problem med stadsplaneförändringar dröjde det ytterligare fem år innan bygget kunde komma igång. För att hålla kostnaderna nere användes kabeltegel till bygget, vilket i vanliga fall används för att täcka nedgrävda kablar. En stor del av arbetet, bland annat med gjutning och murning genomfördes också som praktik av elever vid Västerås stads yrkesskola. I februari 1971 hölls en första gudstjänst i församlingshemmet Tomasgården intill kyrkan men den officiella invigningen skedde först 27 november samma år av biskop Sven Silén.

## Kyrkobyggnaden
Terrängen och de omgivande höghusen gjorde det svårt för kyrkan att på ett traditionellt sätt höja sig över omgivningen. Tesch valde därför tvärtom att göra en låg kyrka omgiven av församlingshemmets byggnader i samma stil. Samtidigt var intentionen att det skulle bli en lugn miljö mitt i stadsbebyggelsen.
Både byggmaterialet, såsom betong, tegel, limträbalkar och plåt, och formspråket är modernt, men Tesch hade också en traditionell sida. Tomaskyrkan har flera historiska referenser. Dit hör bland annat gården runt kyrkan med oregelbundna gränder, träd och en brunn som påminner om en klostergård, stora fönsterlösa ytor och västgaveln, som kan leda tankarna till domkyrkan. Över kyrkans västra del och dess ingång finns ett brett fyrkantigt klocktorn i vilket kyrkklockorna hänger.
I öst ligger kyrkans kor medan vapenhuset med huvudingången är placerat i väst. På den vänstra sidan om vapenhuset finns sakristian och på den högra ett mottagningsrum. Kyrkorummet är ljust och brett med en utpräglad enkelhet. Rummets väggar är putsade och vitkalkade, frånsett ett högt placerat tegelband i sju skift. Golvet är belagt med kalkstensplattor ovanpå en bottenplatta av betong.

## Inventarier
- Framför koret i söder finns en predikstol byggd av ljus ek med lackad faner.[1]

- Sven Arne Gillgren har tillverkat dopskålen, som står på en enkel ställning i trä.[3]

- De tre kyrkklockorna som hänger i tornet är alla gjutna av Bergholtz Klockgjuteri i Sigtuna. Den största klockan väger 735 kg och har inskriptionen: ”Kommen för Herren med tacksamhet, gamla och unga”, mellanklockan väger 420 kg och har inskriptionen: ”Kommen med fröjd att vår fader av hjärtat lovsjunga” medan lillklockan på 315 kg har inskriptionen: ”Jubla Guds ära, min tunga”.[5]

- Nattvardssilvret kommer delvis från Badelunda kyrka. Vinkannan bär en inskription som berättar att den omförgyllts 1705. Oblataskens ålder är oklar. Kalken och paten är båda tillverkade 1971 av Karl Heinz Sauer.[5][3]

- Altaret med marmorskiva är u-format och brett. Ovanligt nog är knäfallet placerat direkt mot altaret.[6]

- Altartavlan är den femdelade målningen Frid på jorden av Carl Kylberg. Den påbörjades den 2 september 1939,[5] vilket var dagen efter andra världskrigets utbrott och består av tavlorna (från vänster): Människorna längtade efter ljuset, Frestelsen, Den eviga sådden, Kriget och Bergspredikan. Konstnären beskrev själv målningen med orden: ”Människan glömde sin längtan och det jordiska blev allt trots att den eviga sådden fanns”.[3] Målningen var en viktig utgångspunkt för Nils Tesch när han ritade kyrkan.[6]

## Orgel
- Till vänster i kyrkorummet står en orgel med 18 stämmor[1] och omkring 1000 pipor. Den är tillverkad av A. Magnusson Orgelbyggeri AB och är installerad 1974.[8]

Disposition:
| Huvudverk (I)         | Bröstverk (II) | Pedalverk (P)        | Koppel |
| Spetsflöjt 8' (fasad) | Gedackt 8'     | Subbas 16'           | I/P    |
| Principal 4' (fasad)  | Blockflöjt 4'  | Principal 8' (fasad) | II/P   |
| Rörflöjt 4'           | Principal 2'   | Borduna 8'           | II/I   |
| Nasard 2 2⁄3'         | Nachthorn 1'   | Pommer 4'            |        |
| Waldflöjt 2'          | Cymbel 2       | Fagott 16'           |        |
| Ters 1 3⁄5'           | Skalmeja 8'    |                      |        |
| Mixtur 4              | Tremulant      |                      |        |